# Geografisk informationssystem
Et Geografisk InformationsSystem (GIS) er et computerbaseret system, som bruges til at registrere, modellere, lagre, manipulere, analysere og præsentere geografisk refererede data (geodata). I generelle termer kan det forstås som et IT-værktøj, hvormed der kan fremstilles geografiske kort samt analyseres geografisk information.
GIS dækker over et bredt fagområde, og det kan referere til en lang række af; teknologier, processer og metoder. Det kan anvendes til mange opgaver indenfor ingeniørvidenskab, planlægning, styring, transport/logistik, forsikring, telekommunikation mm. Ofte integreres GIS med andre IT-systemer, således en organisation kan opnå en større synergieffekt.
GIS softwaren muliggør kombinationen af flere forskellige geografiske typer af data hvorved man relativt nemt kan danne sig et overblik over det pågældende område mht. forskellige ting som; højde, jordbundsforhold, bevoksning, bebyggelse mm. Når disse data kobles til et digitalt kort, vil det være muligt at afdække de geografiske sammenhænge i data. Dermed kan hidtil ukendte mønstre fremtræde klarere og fremme kommunikationen.
Et eksempel, hvor GIS letter arbejdet for både brugeren og organisationen er, når en borger ønsker at fremsøge en lokalplan på kommunens hjemmeside, som er gældende for netop borgerens ejendom. I denne situation vil borgeren uden GIS kunne søge i tabeller, hvor det er nødvendigt at kende navn og nummer på lokalplaner, modsat vha. GIS vil borgeren kunne fremsøge planen via borgerens adresse, hvilket givet vis vil være nemmere for borgeren, og dermed også kommunen (organisationen), der undgår at skulle yde personlig vejledning til borgere, der ikke kan finde den pågældende plan. Dermed kan mandskabstimerne anvendes anderledes.

## Netværksanalyse
En anden og udbredt anvendelse af GIS er til ruteplanlægning (som det f.eks. kendes fra bil-GPSer). Dette kan dog udnyttes endnu mere optimalt, til f.eks. at finde den optimale rute for en varevogn, der skal levere varer til adskillige kunder.
En kommune kan f.eks. have en database over de elever der bor i kommunen, samt data om på hvilke veje der er cykelstier, kombineret med data om hvor lange de forskellige strækninger er. Så kan en netværksanalyse vha. GIS kunne fordele eleverne på kommunens skoler, således at flest muligt får en sikker vej til skole.